# Saint-Hilaire-sur-Benaize
Saint-Hilaire-sur-Benaize település Franciaországban, Indre megyében. Lakosainak száma 314 fő (2022. január 1.). Saint-Hilaire-sur-Benaize Concremiers, Mauvières, Béthines és Liglet községekkel határos.

## Népesség
A település népessége az elmúlt években az alábbi módon változott:
| Lakosok száma | 463  | 329  | 293  | 352  | 355  | 323  | 302  | 292  | 299  | 314  |
|               | 1968 | 1982 | 1990 | 2006 | 2013 | 2015 | 2017 | 2019 | 2020 | 2022 |